# David Ramírez
David Gerardo Ramírez Ruiz (San José, 28 maggio 1993) è un calciatore costaricano, attaccante del Santa Ana.

## Palmarès

### Club

#### Competizioni nazionali
- Coppa di Lega portoghese: 1

Moreirense: 2016-2017